# Gisela Brinker-Gabler
Gisela Brinker-Gabler (geb. Gabler; * 19. November 1944 in Hindenburg, Oberschlesien; † 6. Juni 2019 in New York City) war Professorin für Comparative Literature an der State  University of New York in Binghamton, USA. Sie gilt als eine der führenden westdeutschen Pionierinnen der feministischen Literaturkritik.

## Studium und Beruf
Nach dem Studium der Germanistik, Philosophie und Pädagogik promovierte Gisela Brinker-Gabler 1973 in Köln mit einer Arbeit über Ludwig Tieck. Im Anschluss war sie 1974/75 als Assistant Professor für deutsche Sprache und Literatur an der University of Florida, Gainesville, USA, tätig. Danach nahm sie Lehraufträge an der Universität-Gesamthochschule Essen (ab 1976) und der Universität Köln (ab 1981) wahr.
Ab Ende der 1970er Jahre gab Brinker-Gabler mehrere bahnbrechende Editionen und Lexika zu deutschsprachigen Schriftstellerinnen heraus, mit denen sie sich „außerordentliche Verdienste um die deutsche Literatur von Frauen“ erwarb. Mit ihrer grundlegenden Quellenarbeit und ihrem Lesen der bestehenden, männlich dominierten Literaturhistoriographie gegen den Strich machte sie viele wenig bekannte, vergessene oder missachtete Texte von Frauen wieder zugänglich. So veröffentlichte sie 1978 mit Deutsche Dichterinnen vom 16. Jahrhundert bis zur Gegenwart eine Anthologie deutschsprachiger Lyrikerinnen. Zu diesem Zeitpunkt lagen kaum Vorarbeiten oder Auswahlkategorien für eine solche Zusammenstellung vor. In der aufschlussreichen Einleitung analysierte sie die Rahmenbedingungen, unter denen die Autorinnen geschrieben hatten, nämlich die gesellschaftlichen Erwartungen, die mangelnden Bildungsmöglichkeiten für Frauen und die kaum vorhandenen literarischen Kontakte. Anhand anti-feministischer Literatur und Zitaten führender Autoren belegte sie, dass Schriftstellerinnen nicht ernst genommen wurden. Die Einleitung gilt als eines der besten Essays über deutsche Schriftstellerinnen.
Im Kontext der neuen Frauenbewegung führten die großen Verlage Ende der 1970er Jahre eigene Frauenreihen ein. 1978 wurde auf Brinker-Gablers Vorschlag hin die Sachbuch-Reihe „Die Frau in der Gesellschaft – Frühe Texte“ des S. Fischer Verlags etabliert. Das Ziel der Reihe war nach eigener Aussage, die in den 1970er Jahren erneuerte Diskussion zu Status und Selbstverständnis der Frau auf die historische Tradition zurückzuführen. Brinker-Gabler war von 1978 bis 1986 Herausgeberin der Reihe.
Von 1988 bis zu ihrem Tod war Brinker-Gabler Professorin für Comparative Literature an der State University of New York in Binghamton. Von 2007 bis 2010 war sie Vorsitzende des Departments. 1991 war sie zudem Distant visiting professor (NEH) an der University of Minnesota, Morris. 1999/2000 war sie Käthe-Leichter-Professorin an der Universität Wien.
2012 veröffentlichte sie die als aufschlussreich bezeichnete Studie Image in Outline über Lou Andreas-Salomé. Kurz davor einige Vorüberlegungen als Aufsatz: „Bild und Wort. Lou Andreas-Salomé und Walter Benjamin“.

## Persönliches
Gisela Brinker-Gabler war mit dem Chemiker Udo H. Brinker verheiratet, der ordentlicher Professor für Chemie an der Universität Wien ist. Das Ehepaar hat einen Sohn.

## Schriften

### Als Autorin
- Poetisch-wissenschaftliche Mittelalter-Rezeption. Ludwig Tiecks Erneuerung altdeutscher Literatur (= Göttinger Arbeiten zur Germanistik. Nr. 309). Kümmerle, Göppingen 1980, ISBN 3-87452-491-4. Zugleich Dissertation Universität Köln von 1973.
- mit Karola Ludwig, Angela Wöffen: Lexikon deutschsprachiger Schriftstellerinnen 1800–1945. Deutscher Taschenbuch Verlag, München 1986, ISBN 3-423-03282-0.
- Bild und Wort: Lou Andreas-Salomé und Walter Benjamin. MedienEdition Welsch, Taching am See 2011, ISBN 978-3-937211-27-5. Weblink:
- Image in Outline. Reading Lou Andreas-Salomé (= New directions in German studies. Nr. 6). Bloomsbury, London 2012, ISBN 978-1-62892-017-8.
  - Deutsche Übersetzung: Lou Andreas-Salomé – Bild im Umriss. Eine Lektüre. Königshausen und Neumann, Würzburg 2018, ISBN 978-3-8260-6298-8.

### Als Herausgeberin
- Deutsche Dichterinnen vom 16. Jahrhundert bis zur Gegenwart. Fischer, Frankfurt am Main 1978, ISBN 3-596-21994-9. Mit Einleitung von Gisela Brinker-Gabler.
  - Erweiterte Neuausgabe: Deutsche Dichterinnen vom 16. Jahrhundert bis heute. Gedichte und Lebensläufe. Anaconda, Köln 2007, ISBN 978-3-86647-172-6.
- Zur Psychologie der Frau. Fischer, Frankfurt am Main 1978, ISBN 3-596-22045-9. Frühe Texte von Lou Andreas‑Salomé, Hedwig Dohm, Isolde Kurz, Rosa Mayreder, u. a.
- Frauenarbeit und Beruf. Fischer Taschenbuch Verlag, Frankfurt am Main 1979, ISBN 3-596-22046-7.
  - Edition von literarischen Texten, wissenschaftlichen Beiträgen und Dokumentationen aus der Zeit von 1861 bis zu 1929 (ein Text ist von um 1200). Die Texte stammen von Hartmann von Aue, Fanny Lewald, Lily Braun, Marie Wegner, Emma Döltz, Louise Otto-Peters, Hedwig Dohm, Clara Zetkin, Else Lüders, Else Eberhardt, Alice Salomon, Käthe Schirmacher, Agnes Karbe, Maria Lischnewska, Ricarda Huch, Wally Zepler, Emma Ihrer, Gertrud Hanna, Marianne Schiller, Susanne Suhr, Käthe Leichter, Frieda Glass, Marie-Elisabeth Lüders, Charlotte von Reichenau und Lina Morgenstern.
- Meine Lebensgeschichte. Fischer, Frankfurt am Main 1980, ISBN 3-596-22047-5. Digitale Neuausgabe 2015 (ISBN 978-3-10-560709-1).
- Frauen gegen den Krieg. Fischer, Frankfurt am Main 1980, ISBN 3-596-22048-3. Digitale Neuausgabe 2016 (ISBN 978-3-10-560937-8).
- Autobiographie einer deutschen Rebellin. Fischer, Frankfurt am Main 1981, ISBN 3-596-22044-0. Digitale Neuausgabe 2015 (ISBN 978-3-10-560710-7).
- Kämpferin für den Frieden. Bertha von Suttner. Lebenserinnerungen, Reden und Schriften. Fischer, Frankfurt am Main 1982, ISBN 3-596-22053-X.
- Deutsche Literatur von Frauen. Bd. 1: Vom Mittelalter bis zum Ende des 18. Jahrhunderts. Beck, München 1988, ISBN 3-406-32814-8.
- Deutsche Literatur von Frauen. Bd. 2: 19. und 20. Jahrhundert. Beck, München 1988, ISBN 3-406-33021-5.
- Encountering the other(s). Studies in literature, history, and culture. State University of New York Press, Albany 1995, ISBN 0-7914-2160-0. (daraus erstes Kapitel).
- mit Sidonie Smith (Hrsg.): Writing new identities. Gender, nation, and immigration in contemporary Europe. University of Minnesota Press, Minneapolis 1997, ISBN 0-8166-2460-7.
- mit Markus Zisselsberger (Hrsg.): “If we had the word”. Ingeborg Bachmann, views and reviews. Ariadne Press, Riverside, Calif. 2004, ISBN 1-57241-130-9.